# FK Vrbas
FK Vrbas je bio nogometni klub iz Vrbasa, Južnobački okrug, Vojvodina, Srbija.
Osnovan 1969. godine, klub je raspušten 2007. godine zbog financijskih problema. Nasljednik je OFK Vrbas.

## Povijest
Prvi zapaženiji uspjeh postignut je u sezoni 1957./58. kada je FK Radnik iz Vrbas osvojio prvo mjesto u Trećoj ligi (Subotičko-somborska liga), međutim, iako je bio prvi kroz kvalifikacije, nije izborio plasman u Drugu ligu (III. Skupina), već je igrao u trećem rangu idućih pet godina da bi u ljeto 1963. skliznuo u niži rang.
Klub je osnovan 27. kolovoza 1969. godine fuzijom dva domaća rivala, OFK Vrbas i FK Kombinat. Nakon toga su osvojili Novosadsko-srijemsku zonsku ligu u svojoj inauguralnoj sezoni 1969./70., izborivši promociju u Vojvođansku ligu, treći rang jugoslavenskog nogometa. Tijekom sljedeće dvije kampanje, klub je završio kao viceprvak (prvaci su bili Srem u sezoni 1970./71. i Radnički Sombor u sezoni 1971./72.), prije nego što je osvojio prvo mjesto u obje sezone 1972./73. (izgubio u doigravanju za promociju protiv pančevskog Dinama) i 1973./74., čime je na kraju osigurao mjesto u jugoslavenskoj Drugoj ligi. Sljedeće dvije godine proveli su u drugoj ligi, između 1974. i 1976., prije nego što su ispali natrag u Vojvođansku ligu. Klub je ponovno osvojio Vojvođansku ligu 1976./77., ali je odmah ispao iz Druge lige 1978. Promaknuti su natrag u drugu ligu 1979., provodeći dvije sezone u ligi, prije nego što su ponovno ispali 1981. Klub se vratio u Jugoslavensku drugu ligu 1983. godine i ostao četiri godine do 1987. godine.
Prije konačnog raspada Jugoslavije, klub se natjecao u Drugoj jugoslavenskoj ligi 1991./92. Nastavili su sudjelovati u Drugoj ligi SR Jugoslavije 1992./93., ali su odmah ispali u Srpsku ligu Sjever. Kasnije je klub igrao pet uzastopnih sezona u trećoj ligi, prije nego što je 1998. promaknut natrag u Drugu ligu. Oni su nakon toga proveli sljedećih šest godina u Drugoj ligi, nakon što su ispali u niži rang sezone 2003./04. Nakon dvije uzastopne sezone u Srpskoj ligi Vojvodina, klub je 2006. ispao u Vojvođansku ligu Zapad. Nakon ispadanja u petu ligu po prvi put u povijesti, klub je konačno raspušten 30. srpnja 2007. odlukom uprave zbog financijskih problema. Istovremeno je najavljeno da će novoformirani klub OFK Vrbas započeti natjecanje u Međuopćinskoj ligi Vrbas-Bečej-Titel, šestom rangu srpskog nogometa.

## Uspjesi
Vojvođanska nogometna liga (3. rang)
- 1972./73., 1973./74., 1976./77., 1978./79., 1982./83.

Novosadska-srijemska zonska liga (4. rang)
- 1969./70.

## Vanjske poveznice
- Službena web-stranica  Arhivirana inačica izvorne stranice od 27. prosinca 2023. (Wayback Machine)
- Miroslav Novaković (2024.): FK Vrvas 1969 - 2017